# Garreta nitens
Garreta nitens là một loài bọ cánh cứng trong họ Bọ hung (Scarabaeidae).